# Commiphora confusa
Commiphora confusa är en tvåhjärtbladig växtart som beskrevs av K. Vollesen. Commiphora confusa ingår i släktet Commiphora och familjen Burseraceae. Inga underarter finns listade i Catalogue of Life.